# Ніка Гагнідзе
Ніка Гагнідзе (груз. ნიკა გაგნიძე; нар. 20 березня 2001, Горі, Грузія) — грузинський футболіст, півзахисник ковалівського «Колоса».

## Клубна кар'єра
Вихованець «Діли», в академії якої займався з 16-річного віку. У 2018 році переведений до першої команди, де швидко став одним з провідних захисників. 3 квітня 2019 року в матчі проти «Сабуртало» дебютував в Лізі Еровнулі. 11 липня 2020 року в поєдинку проти тбіліського «Мерані» відзначився дебютним голом за клуб. Вдалим для гравця став сезон 2021 року: визнавався найкращим гравцем 4-го кола чемпіонату, яке складалося з останніх дев’яти матчів, а також потрапив до символічної збірної 11-ти найкращих футболістів Ліги Еровнулі.
15 березня 2022 року продовжив контракт з «Ділою». 20 липня 2022 року перейшов до «Умранієспор», який напередодні вперше у власній історії вийшов до турецької Суперліги. На професійному рівні дебютував за «Умранієспор» 14 серпня 2022 року в програному (0:1) поєдинку Суперліги проти «Антальяспору».
У грудні 2022 року повернувся до «Діли», де став капітаном команди.
У квітні 2024 року предстаники Ліги Єровнулі визнала Ніку Гагнідзе найкращим гравцем першої частини сезону, в якій він відзначився одним голом і віддав п'ять результативних передач.
11 липня 2024 року «Колос» на совєму офіційному сайті оголосив про підписання грузинського захисника. У футболці ковалівського клубу дебютував 4 серпня 2024 року в нічийному (2:2) виїзному поєдинку 1-го туру Прем'єр-ліги проти київської «Оболоні». Ніка вийшов на поле в стартовому складі та відіграв увесь матч, а на 38-й хвилині отримав жовту картку.

## Кар'єра в збірній
Викликався до юнацької (U-19) та молодіжної збірних Грузії. Як гравець грузинської «молодіжки» отримав виклик на чемпіонат Європи 2023 року. Провів усі 90 хвилин у переможному (2:0) матчі проти Португалії, але отримав травму в наступній грі проти Нідерландів, через що потребував лікування понад шість тижнів.

## Статистика виступів

### Клубна
Станом на 7 серпня 2024 року
| Клуб                   | Сезон        | Ліга                 | Ліга  | Ліга | Нац. кубок | Нац. кубок | Конт. кубок | Конт. кубок | Інші  | Інші | Загалом | Загалом |
| Клуб                   | Сезон        | Дивізіон             | Матчі | Голи | Матчі      | Голи       | Матчі       | Голи        | Матчі | Голи | Матчі   | Голи    |
| ---------------------- | ------------ | -------------------- | ----- | ---- | ---------- | ---------- | ----------- | ----------- | ----- | ---- | ------- | ------- |
| «Діла» (Горі)          | 2018         | Ліга Еровнулі        | –     | –    | –          | –          | –           | –           | –     | –    | 0       | 0       |
| «Діла» (Горі)          | 2019         | Ліга Еровнулі        | 15    | 0    | –          | –          | –           | –           | –     | –    | 15      | 0       |
| «Діла» (Горі)          | 2020         | Ліга Еровнулі        | 13    | 3    | 3          | 0          | –           | –           | –     | –    | 16      | 3       |
| «Діла» (Горі)          | 2021         | Ліга Еровнулі        | 28    | 7    | 2          | 0          | –           | –           | –     | –    | 30      | 7       |
| «Діла» (Горі)          | 2022         | Ліга Еровнулі        | 18    | 3    | –          | –          | 2           | 0           | –     | –    | 22      | 3       |
| «Діла» (Горі)          | 2023         | Ліга Еровнулі        | 27    | 6    | 1          | 0          | –           | –           | –     | –    | 21      | 6       |
| «Діла» (Горі)          | 2024         | Ліга Еровнулі        | 15    | 2    | –          | –          | –           | –           | –     | –    | 15      | 2       |
| «Діла» (Горі)          | Загалом      | Загалом              | 116   | 21   | 6          | 0          | 2           | 0           | 0     | 0    | 124     | 21      |
| «Умранієспор» (оренда) | 2022/23      | Суперліга Туреччини  | 2     | 0    | 1          | 0          | –           | –           | –     | –    | 3       | 0       |
| «Колос» (Ковалівка)    | 2024/25      | Прем'єр-ліга України | 1     | 0    | –          | –          | –           | –           | –     | –    | 0       | 0       |
| Career total           | Career total | Career total         | 119   | 21   | 7          | 0          | 2           | 0           | 0     | 0    | 128     | 21      |

1. ↑  Матчі в Лізі конференцій УЄФА